# Malangsari (Pedes)
Malangsari is een bestuurslaag in het regentschap Karawang van de provincie West-Java, Indonesië. Malangsari telt 3080 inwoners (volkstelling 2010).